# Земо-Хандаки
Земо-Хандаки (груз. ზემო ხანდაკი) — село в Грузии, на территории Каспского муниципалитета края (мхаре) Шида-Картли.

## География
Село находится в центральной части Грузии, на левом берегу реки Тедзами (правый приток Куры), на расстоянии приблизительно 7 километров (по прямой) к юго-западу от города Каспи, административного центра муниципалитета. Абсолютная высота — 607 метров над уровнем моря.

## Население
По результатам официальной переписи населения 2014 года, в Земо-Хандаки проживал 1561 человек (800 мужчин и 761 женщина). В национальной структуре населения грузины составляли 98,1 %, азербайджанцы — 0,9 %, осетины — 0,4 %.
| Год  | Население, человек |
| ---- | ------------------ |
| 2002 | 1862               |
| 2014 | ↘ 1561             |